# Lee Ji-nam
Đây là một tên người Triều Tiên, họ là Lee.
Lee Ji-Nam (tiếng Hàn: 이지남; sinh ngày 21 tháng 11 năm 1984) là một cầu thủ bóng đá Hàn Quốc thi đấu cho Jeonnam Dragons.

## Sự nghiệp câu lạc bộ

### FC Seoul
Anh chỉ có 4 lần ra sân tại Cúp Liên đoàn năm 2004. Anh thi đấu cho Police FC khi đang thực hiện nghĩa vụ quân sự.

### Daegu FC
Ngày 4 tháng 1 năm 2011, Lee ký hợp đồng với Daegu FC. Lee có màn ra mắt cho Daegu FC ngày 5 tháng 3 năm 2011, thi đấu toàn bộ 90 phút trong trận mở màn của Daegu mùa giải K-League 2011 với thất bại 2-3 trước Gwangju FC. Anh ghi bàn thắng đầu tiên cho Daegu FC trước Incheon United ngày 20 tháng 3 năm 2011. Trong trận đấu tiếp theo, Lee ghi bàn thắng thứ hai trong chiến thắng 1–0 của Daegu trước Chunnam Dragons.

### Henan Jianye
Ngày 6 tháng 2 năm 2014, Lee chuyển đến Henan Jianye.

### Jeonman Dragons
Ngày 4 tháng 1 năm 2015, Lee chuyển đến Jeonnam Dragons.